# Peynier
Peynier ist eine französische Gemeinde mit 3692 Einwohnern (Stand 1. Januar 2022) im Département Bouches-du-Rhône in der Region Provence-Alpes-Côte d’Azur. 

## Geografie
Die Gemeinde liegt 22 Kilometer südöstlich von Aix-en-Provence. Nachbargemeinden sind Trets, Rousset und Fuveau.

## Geschichte
Bereits in der Antike gab es hier eine Siedlung, wie Funde belegen.
Der Name leitet sich von Puium Neroni (1008) und Podium nigrum ab. Im 13. Jahrhundert hieß der Ort, beziehungsweise die Festung, castrum de Puei-nier. Es bedeutet so viel wie schwarzer Berg. Im späten Mittelalter waren die Grafen und die Äbte von Marseille die Herren des Dorfes. Später wurde das Dorf von den Religionskriegen heimgesucht und war von schwerem Frost im Winter 1709 betroffen.

## Demografie

### Bevölkerungsentwicklung
| Jahr                       | 1962 | 1968 | 1975 | 1982 | 1990 | 1999 | 2008 | 2016 | 2021 |
| Einwohner                  | 690  | 819  | 1160 | 1741 | 2475 | 2779 | 3007 | 3405 | 3650 |
| Quellen: Cassini und INSEE |      |      |      |      |      |      |      |      |      |

### Altersstruktur
24 Prozent der Bevölkerung sind 19 Jahre alt oder jünger. Sechs Prozent der Bevölkerung sind 75 Jahre alt oder älter.

## Sehenswürdigkeiten
- Kapelle Saint Pierre aus dem 11. Jahrhundert, Monument historique
- Pfarrkirche Saint Julien
- Renaissanceschloss aus dem 17. Jahrhundert

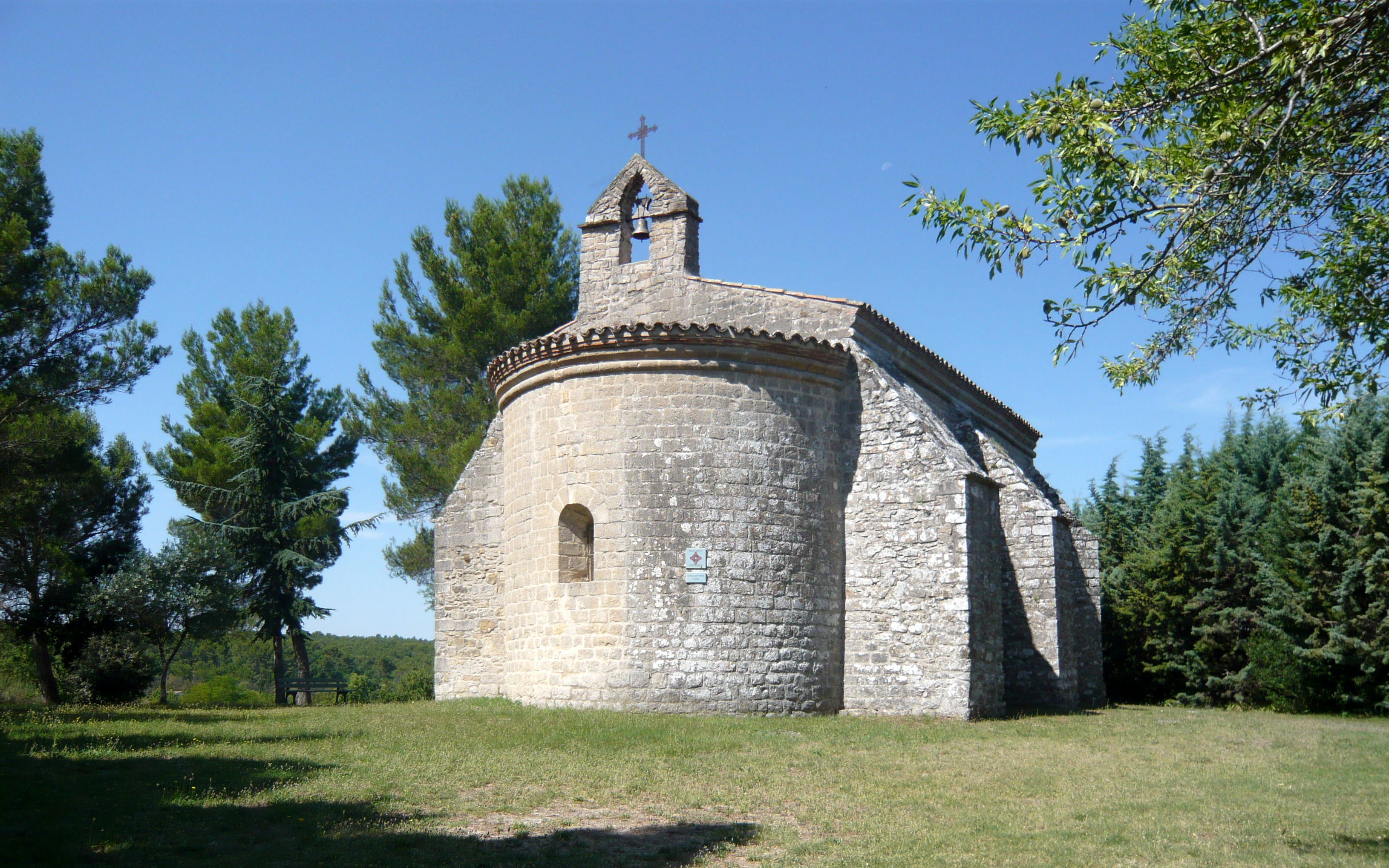
Kapelle Saint Pierre